# École nationale supérieure d'arts de Paris-Cergy
 (novembre 2022).

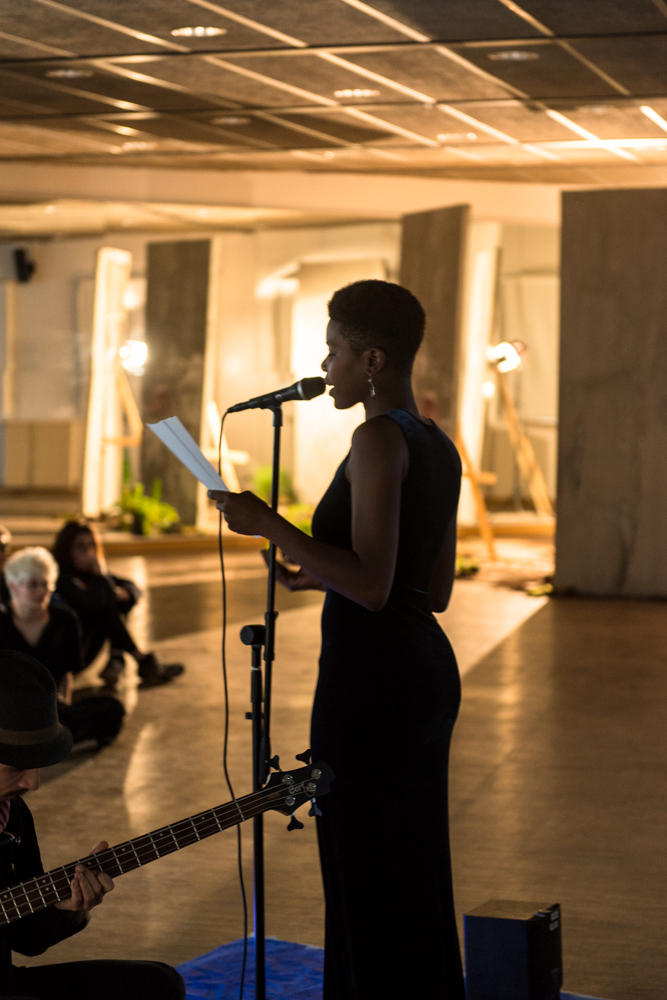
DNA d'Eden Tinto Collins.

L’École nationale supérieure d'arts de Paris-Cergy (ENSAPC) est une école d'art publique fondée en 1975 à Cergy-Pontoise.
Elle accueille 250 étudiants et vingt-sept professeurs. Elle prépare, en trois ans au Diplôme national d'arts et en cinq ans au diplôme national supérieur d'expression plastique. Elle propose désormais aussi un doctorat de création.
École expérimentale installée au cœur d'une ville nouvelle et inspirée par l'expérience de l'université de Vincennes, l'ENSAPC a prêté une attention très forte aux nouveaux médiums et aux pratiques artistiques émergentes, par exemple la photographie et la vidéo (dans les années 1980), l'informatique, la programmation et les « nouveaux médias », la création littéraire, etc.

## Personnalités liées à l'école

### Enseignants
- Boris Achour
- Renaud Auguste-Dormeuil
- Carole Benzaken
- Carole Boulbès
- Florent Caron Darras
- Véronique Joumard
- Geoffroy de Lagasnerie
- Luc Lang
- Laure Limongi
- Christophe Manon
- Federico Nicolao
- Alejandra Riera
- Claudia Triozzi
- Jean-Luc Verna

### Anciens enseignants
- Pierre Ardouvin
- Yann Beauvais
- Sylvie Blocher
- François Bon
- Alain Fleischer
- Orlan
- Bernard Marcadé
- Patrice Rollet

### Anciens élèves
- Absalon
- Agar Agar
- Davide Balula
- Zoulikha Bouabdellah
- Erwan Bouroullec
- Loris Gréaud
- Emmanuel Guillaud
- Michel Hazanavicius
- Jean-Charles Hue
- Marie-Claire Messouma Manlanbien
- Valérie Mréjen
- Jean-Michel Othoniel
- Sylvain Rousseau
- Erik Samakh
- Stéphane Trapier
- Jean-Philippe Verdin

### Directions
- Marc Partouche (1992-1999)
- Patrick Raynaud (2000-2002)[3],[4]
- René Denizot (2003-2010)[5]
- Sylvain Lizon (2010-2018)[6],[7]
- Corinne Diserens (2019-2023)
- Charlotte Fouchet Ishii (depuis 2023)[8]